# Gumersindo García Fernández
Gumersindo García Fernández (c. 1910-1994) fue un político español de extrema derecha.

## Biografía
«Camisa vieja» de Falange y miembro fundador del Sindicato Español Universitario (SEU), llegó a ser jefe provincial de Falange en Madrid y subjefe de la llamada «Primera línea» falangista. Cuando se produjo el estallido de la guerra civil estuvo presente en el Cuartel de la Montaña, donde instruyó en el empleo de armas a los voluntarios derechistas allí presentes. Fue detenido y encarcelado en la Cárcel Modelo; posteriormente lograría refugiarse en la embajada de Cuba junto a otros falangistas como Sancho Dávila, y tiempo después pasó a la zona sublevada. En las luchas internas de Falange se posicionó junto a Agustín Aznar frente a Manuel Hedilla.
Después de la contienda ocupó puestos relevantes, siendo nombrado gobernador civil de Zamora, presidente del Sindicato nacional de Industrias químicas, o delegado nacional de Información e Investigación de FET y de las JONS —cargo que ejerció entre diciembre de 1948 y febrero de 1956—. Durante el régimen  franquista también fue procurador en las Cortes franquistas y miembro del Consejo Nacional de FET y de las JONS. 
Falleció en Madrid el 18 de marzo de 1994.